# من شماره چهار هستم (فیلم)
من شماره چهار هستم (به انگلیسی: I Am Number Four) فیلمی علمی تخیلی است ساخته کشور آمریکا و به کارگردانی دی جی کاروسو است که در ۱۸ فوریه سال ۲۰۱۱ اکران شد. الکس پتیفر، تیموتی اولفینت، ترزا پالمر، دیانا ایگران و کالان مک‌اولیف از بازیگران فیلم هستند. فیلم‌نامه این فیلم توسط آلفرد گاف، مایلز میلار و مارتی نوکسون بر اساس رمانی به همین نام محصول سال ۲۰۱۰، یکی از رمان‌های علمی تخیلی ادبیات داستانی نوجوانان از مجموعه کتاب‌های میراث لورین به رشته تحریر درآمده است.
این فیلم در ایالت پنسیلوانیا فیلمبرداری شده است. فیلم با واکنش‌های منفی از سوی منتقدان همراه بود، اما یک موفقیت تجاری به‌شمار می‌رفت و ۱۵۰ میلیون دلار در سراسر جهان فروش کرد در حالی که ۵۹-۵۰ میلیون دلار بودجه ساخت آن بوده است. 

## بازیگران
- الکس پتیفر
- تیموتی اولفینت
- ترزا پالمر
- دیانا ایگران
- کوین دورند
- کالان مک‌اولیف
- جیک ایبل
- جودیت هوگ
- برایان هاو
- امیلی ویکریشام
- بو میرچف
- تاکر البریزی